# Cécilia Saubusse
Pour les articles homonymes, voir Saubusse (homonymie).
Pas d'image ? Cliquez ici

a Compétitions nationales et continentales officielles uniquement.

b Matchs officiels uniquement.
Dernière mise à jour le 20 juillet 2024.
Cécilia Saubusse, née le 5 février 1987 en Gironde, est une joueuse internationale française de rugby à XV. Elle évolue au poste d'ailière avec le Stade bordelais durant sa carrière.
Son frère, Emmanuel Saubusse, est un joueur professionnel de rugby à XV.

## Biographie
Cécilia Saubusse naît le 5 février 1987. Originaire du bassin d'Arcachon, elle prend sa première licence de rugby à XV au club du Bordeaux Étudiants Club. Elle est la sœur du joueur de rugby à XV Emmanuel Saubusse. Par la suite, elle rejoint le Stade bordelais, où elle joue pendant onze ans, comme ailière, centre ou demi de mêlée. Elle en porte le brassard de capitaine en 2015.
Elle est sélectionnée pour la première fois en équipe de France le 12 mai 2012, pour un match contre l'Italie. Cette année là elle porte à quatre reprises les couleurs de la France, dont une rencontre avec l'Espagne où elle marque le seul essai de sa carrière internationale. Elle connaît sa cinquième et dernière sélection en février 2015, dans un match contre l'Irlande et contribue ainsi à la deuxième place de l'équipe de France lors de cette édition du Tournoi des Six Nations.
De 2018 à 2023, elle est vice-présidente de la Ligue régionale Nouvelle-Aquitaine de rugby, chargée du rugby féminin, de la formation et du développement.
En 2024, elle figure en deuxième position sur la liste de Didier Codorniou pour les élections à la présidence de la Fédération française de rugby qui ont lieu le 19 octobre. La liste 100% rugby s'incline avec 32,78 % des voix mais Cécilia Saubusse intègre tout de même le comité d'orientation politique, nouvel organe de direction de la FFR, parmi les 4 places dévolues à la liste,.